# 深裂叶黄芩
深裂叶黄芩（学名：Scutellaria przewalskii）为唇形科黄芩属下的一个种。

## 扩展阅读
- 維基物種上的相關：深裂叶黄芩